# San Lorenzo Brecha 7
San Lorenzo Brecha 7 ist eine Ortschaft im Departamento Santa Cruz im Tiefland des südamerikanischen Andenstaates Bolivien.

## Lage im Nahraum
San Lorenzo Brecha 7 ist die zwölftgrößte Ortschaft im Municipio Cabezas in der Provinz Cordillera. Die Ortschaft liegt auf einer Höhe von 353 m zehn Kilometer  westlich des Río Grande in einer großräumig erschlossenen Agrarregion südlich von Santa Cruz.

## Geographie
San Lorenzo Brecha 7 liegt im bolivianischen Tiefland zwischen den Schwemmlandebenen des Río Piraí im Westen und des Río Grande im Osten. Das Klima ist semihumid, die Temperaturen schwanken im Tagesverlauf und im Jahresverlauf nur unwesentlich.
Die Jahresdurchschnittstemperatur liegt bei 24 bis 25 °C, mit monatlichen Durchschnittstemperaturen zwischen knapp 27 °C im Dezember und Januar und unter 21 °C im Juni und Juli (siehe Klimadiagramm Pailón). Der Jahresniederschlag beträgt rund 950 mm, der Trockenzeit von Juli bis September steht eine ausgeprägte Feuchtezeit von November bis Februar gegenüber, in der die Monatswerte bis 140 mm erreichen.

## Verkehrsnetz
San Lorenzo Brecha 7 liegt in einer Entfernung von 48 Straßenkilometern südöstlich von Santa Cruz, der Hauptstadt des gleichnamigen Departamentos.
Von Zentrum der Hauptstadt fährt man acht Kilometer in südlicher Richtung über die Avenida Velarde und die Avenida Santos Dumont und biegt dann in südöstlicher Richtung auf die Avenida Nuevo Palmar ab, die vorbei an der Nordostecke des Landschaftsschutzgebietes Lomas de Arena und der Ortschaft Olivera nach weiteren vierzig Kilometern San Lorenzo Brecha 7 erreicht.

## Bevölkerung
Die Einwohnerzahl der Ortschaft ist im Jahrzehnt zwischen den beiden letzten Volkszählungen um mehr als ein Viertel angestiegen:
| Jahr | Einwohner         | Quelle       |
| ---- | ----------------- | ------------ |
| 1992 | keine Detaildaten | Volkszählung |
| 2001 | 371               | Volkszählung |
| 2012 | 471               | Volkszählung |
| 2024 |                   | Volkszählung |

Die Region weist noch einen gewissen Anteil an indigener Bevölkerung auf: Im Municipio Cabezas sprechen 9,0 Prozent der Bevölkerung die Quechua-Sprache und 6,8 Prozent die Guaraní-Sprache.